# Шу тесто
Шу (choux) тесто или на френски: pâte à choux (На френски: [pɑt a ʃu]), е леко сладкарско тесто, използвано в много сладкарски изделия. Съдържа само масло, вода, брашно и яйца. Вместо мая или набухвател, тестото има високо съдържание на влага, която да създаде пара по време на готвене, която от своя страна надува тестото. Шу тестото се използва в много европейски и производни от тях кухни.

## История
Според някои готварски книги  готвач на име Пантарели или Пантанели измисля тестото през 1540 г., седем години след като напуска Флоренция с Катрин дьо Медичи и нейните дворяни. Той използва тестото, за да направи гато, и го нарича на френски: pâte à Pantanelli или Пантанелово тесто.
С течение на времето рецептата на тестото се развива и името се променя и става на френски: pâte à popelin. Това е защото се използва за направата на френски: popelins – малки торти, направени във формата на женски гърди.
Авис, френски сладкар на френски: pâtissier, използва подобно тесто за създаването на така наречените choux buns или вид козуначени кифли. Тогава и името на тестото се променя на френски: pâte à choux (тесто като зеле), тъй като изпечените кифли на Авис приличат на малки зелки.
Оттам, Антоан Карем, на френски: Antoine Carême прави промени в рецептата, която в днешни дни се използва най-вече за направата на профитероли. 

## Основни съставки и метод на втасване
Съставките за хлебни сладкиши са масло, вода, брашно и яйца. Вместо мая или набухвател, това тесто изисква високо съдържание на влага. То се постига чрез варене на водата и маслото, след което се добавя брашното. Сместа се готви няколко минути, след това се охлажда, преди да се добавят достатъчно яйца, с които се постига желаната консистенция. Стъпката на варене причинява нишестето в брашното да се гелира, което позволява смесването на повече вода в тестото. 
- Смесване на тесто от на френски: beignets за на френски: beignets
- Разточете тестото за на френски: beignets със сладкарска торбичка